# Zselickisfalud
Zselickisfalud é um município da Hungria, situado no condado de Somogy. Tem 26,08 km² de área e sua população em 2019 foi estimada em 241 habitantes.